# Andrej Kim
Andrej Iwanowicz Kim (biał. Андрэй Кім, ur. 26 lutego 1986) – białoruski aktywista opozycyjny, 22 kwietnia 2008 roku skazany na karę 18 miesięcy kolonii.
Aktywista niezarejestrowanej, opozycyjnej wobec reżimu Łukaszenki młodzieżowej organizacji Inicjatywa. Za udział w akcji protestu przedsiębiorców 10 stycznia 2008 roku został aresztowany na 15 dni. Następnie przedstawiono mu zarzut z artykułu 364 KK RB ("przemoc lub groźba użycia przemocy wobec pracownika milicji").
22 kwietnia 2008 roku skazany na 1,5 roku kolonii ogólnego reżimu. Inni oskarżeni w Sprawie czternastu otrzymali grzywny lub 2 lata ograniczenia wolności bez skierowania do kolonii otwartego typu. Karę odbywał w bobrujskiej kolonii. 20 sierpnia 2008 roku został uwolniony z polecenia prezydenta Białorusi.